# Remixed & Revisited
Remixed & Revisited è un album di remix della cantautrice statunitense Madonna, pubblicato nel novembre del 2003. In Italia uscì anche come singolo.

## Descrizione
Remixed & Revisited contiene materiale principalmente tratto dall'album American Life, come dice il titolo, remixato e rivisitato. L'EP contiene la versione "Headclenr Rock Mix" di Love Profusion che è stata trasmessa dalle radio al posto della versione originale tratta da American Life. L'album contiene inoltre il medley di Like a Virgin/Hollywood eseguito dal vivo durante la cerimonia degli MTV Video Music Awards del 2003 con Britney Spears, Christina Aguilera e Missy Elliott. Il brano Into the Hollywood Groove è stato realizzato dai Passengerz, mixando la celebre Into The Groove, riarrangiata con il rap di Missy Elliott, e l'aggiunta di alcuni versi della canzone Hollywood. L'unico brano inedito è Your Honesty, traccia scartata dall'album Bedtime Stories.
Dal 2003 ad oggi Remixed & Revisited ha venduto oltre un milione di copie.

## Tracce
1. Nothing Fails (Nevins Mix) – 3:50 (Madonna, Guy Sigsworth, Jem Griffiths)
2. Love Profusion (Headcleanr Rock Mix) – 3:16 (Madonna, Mirwais Ahmadzaï)
3. Nobody Knows Me (Mount Sims Old School Mix) – 4:44 (Madonna, Mirwais Ahmadzaï)
4. American Life (Headcleanr Rock Mix) – 4:01 (Madonna, Mirwais Ahmadzaï)
5. Like a Virgin / Hollywood Medley (feat. Britney Spears, Christina Aguilera & Missy Elliott) (2003 MTV VMA Performance) – 5:34 (Billy Steinberg, Tom Kelly / Madonna, Mirwais Ahmadzaï)
6. Into the Hollywood Groove (feat. Missy Elliott) (The Passengerz Mix) – 3:42 (Madonna, Mirwais Ahmadzaï, Stephen Bray)
7. Your Honesty – 4:07 (Madonna, Dallas Austin)

## Crediti
Produzione
- Madonna – Produttore
- Mirwais Ahmadzaï – produttore (tranne "Your Honesty")
- Dallas Austin – produttore ("Your Honesty")
- Ray Carroll – additional production; remixer ("American Life", "Love Profusion")
- Mount Sims – additional production; remixer ("Nobody Knows Me")
- Jason Nevins – additional production; remixer ("Nothing Fails")
- Vin Nigro – additional production ("Nothing Fails")
- Joe "Magic" – additional production ("Nothing Fails")
- Soul Diggaz – remixer ("Into the Hollywood Groove")
- The Passengerz – editor ("Into the Hollywood Groove")
- Chris Giffin – mixing ("Into the Hollywood Groove")
- Pat Kraus – mastering

Additional musicians
- Missy Elliott – "Into the Hollywood Groove", "Like A Virgin"/"Hollywood"
- Christina Aguilera – "Like A Virgin"/"Hollywood"
- Britney Spears – "Like A Virgin"/"Hollywood"

Design
- Bret Healey – art direction
- Kevin Reagan – art direction
- Regan Cameron – photography